# Kukhak
 (août 2025).
Si vous disposez d'ouvrages ou d'articles de référence ou si vous connaissez des sites web de qualité traitant du thème abordé ici, merci de compléter l'article en donnant les références utiles à sa vérifiabilité et en les liant à la section « Notes et références ».
Le Kukhak (hangeul : 국학 ; hanja : 國學 ; RR : Gukhak) est une école confucianiste Coréenne de l'époque Silla. Elle est créée en 682, sur le modèle de l'école chinoise Guozijian. Elle a pour but de former les élites locales aux classiques chinois et à l'administration.
Le Kukchagam fondé en 982 lui succède.